# Live from SoHo (álbum de Sonic Youth)
Live from SoHo es un EP en formato digital de Sonic Youth perteneciente al sello Matador Records, descargable vía iTunes, perteneciente a la serie de álbumes de SoHo Apple Store. Se grabó el 9 de junio de 2009, misma fecha del lanzamiento del álbum The Eternal, y su lanzamiento fue el 26 de octubre del mismo año para Reino Unido, y el 10 de noviembre en Estados Unidos. Los cuatro primeros temas corresponden a grabaciones en vivo, mientras que «What We Know» es un vídeo de dicha grabación. «Sacred Trickster» corresponde al videoclip de dicha canción.

## Lista de canciones
| N.º   | Título             | Duración |  |
| 1.    | «Sacred Trickster» | 2:19     |  |
| 2.    | «Antenna»          | 7:01     |  |
| 3.    | «Leaky Lifeboat»   | 3:33     |  |
| 4.    | «Anti-Orgasm»      | 6:43     |  |
| 5.    | «What We Know»     | 3:52     |  |
| 6.    | «Sacred Trickster» | 2:11     |  |
| 24:56 |                    |          |  |